# Konstancjusz II (patriarcha Konstantynopola)
Konstancjusz II, gr.  Κωνστάντιος Β΄ (zm. 1859) – ekumeniczny patriarcha Konstantynopola w latach 1834–1835.

## Życiorys
Przed jego wyborem na patriarchę był metropolitą Wielkiego Tyrnowa. Nie był szczególnie wykształcony ani nie miał zdolności administracyjnych. Po roku rządów ustąpił z urzędu. Zmarł w 1859 r.